# Alexandra Park

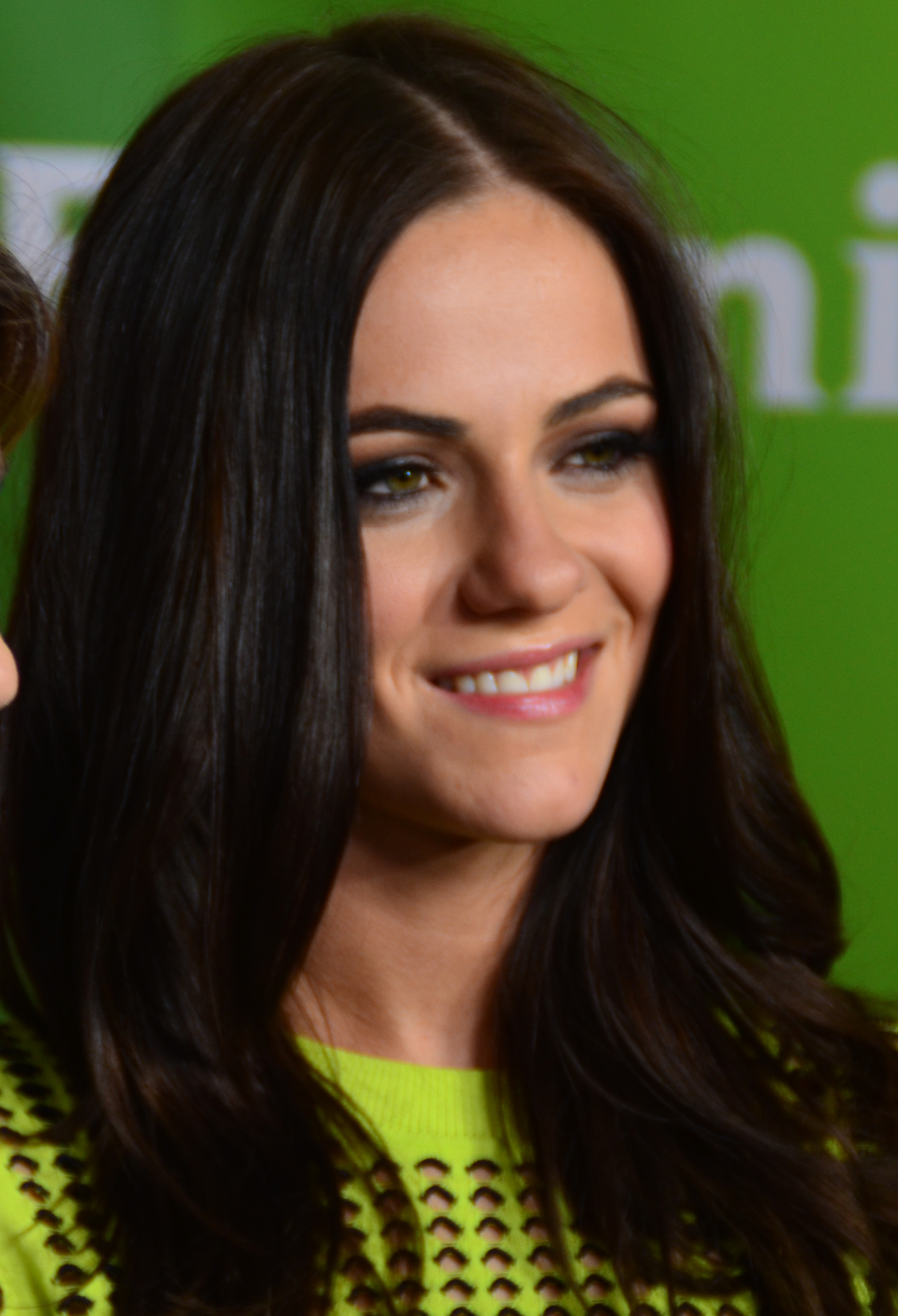
Alexandra Park (2015)

Alexandra Park (* 14. Mai 1989 in Sydney) ist eine australische Schauspielerin.

## Leben und Karriere
Alexandra Park gab ihr Schauspieldebüt 2009 mit einer Nebenrolle in der erfolgreichen australischen Daily Soap Home and Away. Dort war sie von April bis Juni 2009 in der Rolle der Claudia Hammond zu sehen. Kurze Zeit später erhielt Park ihre erste Hauptrolle in der zweiten Staffel der von Jonathan M. Shiff erdachten Jugendserie Elephant Princess, in der sie die Rolle der Veronica verkörperte. Die Staffel wurde 2011 ausgestrahlt. Anschließend erhielt sie Gastrollen in den Serien Die Chaosfamilie sowie Wonderland.
2013 kehrte sie zu Home and Away zurück, dieses Mal jedoch in der Rolle der Robyn Sullivan. Die Szenen mit Park wurden im September und Oktober 2013 gezeigt. Im selben Monat erhielt Park eine Hauptrolle als Prinzessin Eleanor in der E!-Dramaserie The Royals. Die Fernsehserie über eine Königsfamilie wurde in vier Staffeln von 2015 bis 2018 ausgestrahlt.
Park ist seit 2016 mit dem Schauspieler James Lafferty zusammen. Beiden lernten sich bei den Dreharbeiten zu The Royals kennen, Lafferty führte bei insgesamt fünf Episoden der Fernsehserie Regie. Nach ihrer Verlobung im September 2020 heiratete das Paar im Mai 2022. 

## Filmografie (Auswahl)
- 2009, 2013: Home and Away (Soap, 31 Episoden)
- 2011: Elephant Princess (The Elephant Princess, Fernsehserie, 23 Episoden)
- 2011: Die Chaosfamilie (Packed to the Rafters, Fernsehserie, Episode 4x15)
- 2013: Wonderland (Fernsehserie, Episode 1x11)
- 2015–2018: The Royals (Fernsehserie, 40 Episoden)
- 2017: 12 Feet Deep
- 2018: Everyone Is Doing Great (Kurzfilm)
- 2018: Shooting in Vain
- 2018: Ben Is Back
- 2019: In the Dark (Fernsehserie, Episode 1x11)
- 2021: Everyone Is Doing Great (Fernsehserie, 7 Episoden)
- 2022: Carnifex
- 2023: Leverage 2.0 (Fernsehserie, 2 Episoden)